# Walenty Maciej Lalewicz
Walenty Maciej Lalewicz herbu Woroniec (ur. ok. 1760 – zm. po 1815) – ormiańskiego pochodzenia deputowany z VIII okręgu miasta Warszawy na Sejm Księstwa Warszawskiego w 1809. Instygator sądów wójtowskich, adwokat warszawski, nobilitowany w czasie Sejmu Czteroletniego 22 grudnia 1791. W czasie Insurekcji Kościuszkowskiej pełnił funkcję sekretarza Rady Zastępczej Tymczasowej 1794, członka Komisji Porządkowej Księstwa Mazowieckiego. W 1809 został deputowanym Warszawy w Izbie Poselskiej Sejmu Księstwa Warszawskiego. U schyłku XVIII w. Walenty Maciej Lalewicz odegrał znaczącą rolę w ruchu mieszczańskim prowadzącym działalność na rzecz reformy państwa wraz z innymi adwokatami -Michałem Swinarskim, Dominikiem Borakowskim, Michałem Franciszkiem Wulfersem, Adamem Mędrzyckim, Antonim Wincentym Mianowskim i Franciszkiem Barsse